# Amparo Amorós
Amparo Amorós Moltó (Valencia, 4 de febrero de 1950) es poeta, ensayista y crítica literaria española. 

## Biografía
Amparo Amorós Moltó, nacida en Valencia el 4 de febrero de 1950, es licenciada en Filología Hispánica por la Universidad de Valencia y profesora de Lengua y Literatura Española de Educación Secundaria. Inclinada desde su juventud hacia la creación literaria y el conocimiento de las disciplinas humanísticas, publicó en 1983 su primer libro, Ludia (Madrid: Rialp, 1983), que fue distinguido con un accésit del premio Adonáis de poesía. Dos años después llegó a las librerías una segunda entrega poética, El rumor de la luz (Valencia: Zarzarrosa, 1985), a la que de inmediato siguió una nueva colección de versos titulada La honda travesía del águila (Barcelona: Ediciones del Mall, 1986). En 1992 la editorial La Palma reunió su poesía de una década: Visión y destino, poesía 1982-1992 y en 2000 publicó Las moradas.

## Poética del silencio
Amparo Amorós ha sido relacionada con la llamada poética del silencio, una corriente poética cultivada por autores como José Ángel Valente o Jaime Siles, que hunde sus raíces en figuras esenciales del siglo XX como la filósofa y escritora María Zambrano.

## Obras

### Poesía
- Las moradas. Palma de Mallorca : Calima, 2000. ISBN 84-89972-34-6

- Árboles en la música. Palma de Mallorca : Calima, 1995. ISBN 84-920468-0-5

- Visión y destino, poesía 1982-1992. Madrid : La Palma, 1992. ISBN 84-87417-27-2

- Quevediana. [Valencia] : Consorci d'Editors Valencians, 1988. ISBN 84-7575-301-9

- La honda travesía del águila. Barcelona : Edicions del Mall, 1986. ISBN 84-7456-349-6

- El rumor de la luz. Valencia: Zarzarrosa, 1985.

- Ludia. Madrid : Rialp, 1983 imp.. ISBN 84-321-2209-2

### Ensayo
- El pensamiento de María Zambrano. En colaboración con Fernando Savater, Jesús Moreno y otros. Madrid, Zero, 1983. ISBN 84-31-70-5515.